# 謁者 (恆星)
室女座16，又名BD+04 2604，HD 107328、SAO 119341、HR 4695，是室女座的一颗恒星，视星等为4.96，位于銀經284.27，銀緯65.05，其B1900.0坐标为赤經12h 15m 16.2s，赤緯+3° 65.05′ 10″。